# Benjamin Godard
Benjamin Louis Paul Godard (París, 18 de agosto de 1849 -  Cannes, 10 de enero de 1895), fue un compositor romántico francés.
Ingresó en el Conservatorio de París, estudiando el violín con Richard Hammer y Henri Vieuxtemps. Aprendió composición con Henri Rober.
A la edad de dieciséis años, compuso su primera Sonata para violín y piano. Obtuvo el premio Chartier y el de la ciudad de París en 1878 por su sinfonía dramática para solista, coro y orquesta, Le Tasse. El 31 de enero de 1884 se presentó en Amberes su primera ópera, Les Bijoux de Zalamea (Las joyas de Zalamea) caída posteriormente en el olvido.
En 1887, obtuvo la plaza de profesor del Conservatorio de París, impartiendo clases a alumnos/as como Cécile Chaminade. Su obra maestra, Jocelyn, según un poema de Alphonse de Lamartine, es hoy recordada por su célebre Berceuse, que muestra lo mejor del talento lírico del compositor. Otra ópera, Le Dante et Béatrice, fue representada en la Ópera Cómica de París el 13 de mayo de 1890.
Escribió otras dos óperas: La Vivandière, cuya orquestación fue finalizada por Paul Vidal y representada por primera vez en París el 1 de abril de 1895), y Les Guelphes, estrenada a título póstumo en Ruan el 17 de enero de 1902.
Godard compuso también tres sinfonías programáticas: Sinfonía gótica (1883), Sinfonía oriental (1884) y Sinfonía legendaria (1886), un Concierto romántico para violín y orquesta (1876), dos conciertos para piano, tres cuartetos de cuerda, cuatro sonatas para violín y piano, una para violonchelo y piano y dos tríos con piano, además de una centena de melodías.